# Paralaophontodes echinatus
Paralaophontodes echinatus is een eenoogkreeftjessoort uit de familie van de Ancorabolidae. De wetenschappelijke naam van de soort is voor het eerst geldig gepubliceerd in 1930 door Willey.